# Hawkins-Klasse
Die Hawkins-Klasse war eine Klasse von fünf Schweren Kreuzern, die während des Ersten Weltkriegs für die Royal Navy gebaut wurden. Das erste fertiggestellte Schiff, die HMS Vindictive, wurde später in HMS Cavendish umbenannt und in einen Flugzeugträger umgewandelt. Alle Schiffe wurden nach elisabethanischen Seekapitänen benannt. Die drei 1939 als Kreuzer verbliebenen Schiffe dienten im Zweiten Weltkrieg. Die Schiffe der Hawkins-Klasse bildeten die Grundlage für die Definition des maximalen Kreuzertyps im Washingtoner Flottenvertrag von 1922.

## Konstruktion
Kurz nach dem Beginn des Ersten Weltkriegs gab es Gerüchte, wonach Deutschland den Bau von großen Kreuzern mit 17,5-cm-Kanonen für den Einsatz in Übersee plane. Als Reaktion legte der Director of Naval Construction DNC Eustace Tennyson d'Eyncourt, 1915 der Admiralität einen Entwurf für ein mit Öl betriebenes und leicht gepanzertes Schiff von 7.500 tn.l. vor, das eine Geschwindigkeit von 26 Knoten (48 km/h) erreichen und mit einem zu den Deutschen Kreuzern konkurrenzfähigen Kaliber von 191 mm bewaffnet sein sollte. Er bezeichnete den Entwurf als „Leichten Kreuzer“ und optimierte ihn im Hinblick auf gute Seetüchtigkeit für die Jagd auf Handelsschiffe, indem er ihm einen großen Tiefgang und einen hohen Freibord verlieh. Winston Churchill, Erster Lord der Admiralität, war mit der Größe und den Kosten des Schiffes nicht einverstanden und forderte einen kleineren und schnelleren Entwurf, der mit einer Mischung aus 152-mm- und 191-mm-Geschützen bewaffnet war und ebenfalls ölbefeuert eine Geschwindigkeit von 27,5 Knoten (50,9 km/h) erreichen sollte. Während die Kosten des ursprünglichen Entwurfs auf 700.000 £ geschätzt wurden, reduzierten sich die Ausgaben in diesem Fall auf 550.000 £. Dennoch wurden diese Entwürfe zunächst nicht weiterverfolgt.
In den ersten Monaten des Ersten Weltkriegs störten deutsche Kriegsschiffe und bewaffnete Handelskreuzer den britischen Seehandel empfindlich. Darüber hinaus erforderte die Notwendigkeit, die Konvois zu eskortieren, eine große Anzahl von Kriegsschiffen, die anderweitig benötigt wurden. Am 12. Oktober 1914 wiederholte d'Eyncourt in einer Mitteilung an das Board of Admiralty die Argumente, die hinter seinem Entwurf für einen „Atlantikkreuzer“ standen, und fügte hinzu, dass eine schnelle Mischtreibstoff-Konstruktion mit einer großen Reichweite für Operationen in abgelegenen Gebieten, in denen kein Öl verfügbar sein könnte, sehr hilfreich wäre.
Anfang 1915 war die Bedrohung zwar neutralisiert worden, aber die Royal Navy hielt weitere Handelsüberfälle für wahrscheinlich. Am 9. Juni trat das Board of Admiralty zusammen, um Spezifikationen für einen großen leichten Kreuzer zu erörtern, der in der Lage sein sollte, überall auf der Welt Handelsstörer zu jagen. D'Eyncourt wurde daraufhin aufgefordert, Entwürfe für ein Schiff vorzulegen, das eine Geschwindigkeit von 30 Knoten (56 km/h) erreichen und über eine Bewaffnung von mindestens zehn 152-mm-Kanonen verfügen sollte. Er legte sechs Entwurfsskizzen vor, die mit verschiedenen Kombinationen von 152-, 191- und 234-mm-Kanonen bewaffnet waren und eine Verdrängung von 9.000 bzw. 9.750 tn.l. besaßen. Aufgrund mehrerer Begegnungen, bei denen die Angreifer zu fliehen versuchten, sobald sie die Kreuzer entdeckten, war die Admiralität der Ansicht, dass die Bewaffnung des Schiffes bis zum sichtbaren Horizont reichen und stark genug sein musste, um den Angreifer mit einem einzigen Treffer außer Gefecht zu setzen. Die 152-mm-Kanone wurde daher als zu schwach verworfen, ebenso wie die 234-mm-Geschütze, da diese zu viel Platz wegnehmen würden. Man entschied sich daher für 191-mm-Geschütze in einer neuen Lafette, die um 30° geneigt werden konnte, um die Reichweite zu maximieren.

## Einheiten
| Name      | Bauwerft                             | Kiellegung      | Stapellauf      | Indienststellung | Verbleib                                                                                           |
| --------- | ------------------------------------ | --------------- | --------------- | ---------------- | -------------------------------------------------------------------------------------------------- |
| Hawkins   | Chatham Dockyard, Chatham            | 3. Juni 1916    | 1. Oktober 1917 | 19. Juli 1919    | Außerdienststellung Mai 1945 und im August 1947 zum Abbruch verkauft                               |
| Raleigh   | William Beardmore & Company, Dalmuir | 4. Oktober 1916 | 28. August 1919 | 23. Juli 1921    | Am 8. August 1922 auf Grund gelaufen, Wrack im September 1926 später zerstört                      |
| Frobisher | Devonport Dockyard, Devonport        | 2. August 1916  | 20. März 1920   | 3. Oktober 1924  | Außerdienststellung 1947 und im März 1949 zum Abbruch verkauft                                     |
| Effingham | Portsmouth Dockyard, Portsmouth      | 2. April 1917   | 8. Juni 1921    | 9. Juli 1925     | Am 8. August 1940 auf Grund gelaufen, Wrack später abgewrackt                                      |
| Cavendish | Harland & Wolff, Belfast             | 29. Mai 1916    | 17. Januar 1918 | 1. Oktober 1918  | Umbau in einen Flugzeugträger und in Vindictive umbenannt, Außerdienst 1946 und später abgebrochen |

## Technische Beschreibung

### Schiffsmaße
Die Schiffe hatten eine Gesamtlänge von 184,40 m, eine Breite von 19,80 m und einen Tiefgang von 5,90 m. Die Verdrängung lag zwischen 9.800 und 12.300 tn.l.
Die Form des Rumpfes basierte auf der des großen leichten Kreuzers Furious mit 1,5 m langen Torpedowülsten, die den Maschinen- und Kesselraum abdeckten. Mittschiffs wies der Rumpf einen Seiteneinfall von 10° auf. Die Schiffe hatten eine metazentrische Höhe von 1,20 m. Die Besatzung des Schiffes bestand aus 712 Offizieren und Mannschaft.

### Antrieb
Die Hawkins und die Cavendish waren mit vier Parsons-Dampfturbinen ausgestattet, die jeweils eine Welle antrieben und insgesamt 60.000 Shp (44.130 kW) entwickelten. Die Raleigh, die Frobisher und die Effingham waren mit vier Brown-Curtis-Turbinen ausgestattet, die eine Leistung von 70.000 Shp (51.485 kW) bzw. 65.000 Shp (47.807 kW) ermöglichte. Alle fünf Schiffe erreichten eine Höchstgeschwindigkeit von 30 Knoten bis 31 Knoten (56 km/h). Der Dampf wurde von zehn bis zwölf Yarrow-Kesseln mit einem Arbeitsdruck von 16,2 bar geliefert. Die Schiffe konnten maximal 1.580 tn.l. Heizöl und 800 tn.l. Kohle mitführen, was ihnen bei 10 Knoten (19 km/h) eine Reichweite von 5.640 Seemeilen (10.450 km) ermöglichte.

### Bewaffnung

#### Hauptbewaffnung
Die Hauptbewaffnung bestand aus sieben 191-mm-Geschützen entlang der Symmetrieachse. Die Geschütze waren auf CP-Mk-V-Lafetten mit einem Seitenrichtbereich von −150 bis +150 Grad montiert. Die Kanonen selbst wogen 14 tn.l. und hatten bei einer maximalen Elevation von 30° und einer Mündungsgeschwindigkeit von 844 m/s eine Reichweite von 19.300 m. Die Lafetten waren zunächst manuell betrieben, erhielten aber nach dem Ende des Ersten Weltkriegs einen l0-HP-Elektromotor zur Ausrichtung des Geschützes. Sie verschossen 90 kg schwere Granaten mit einer Kadenz von etwa fünf Schuss pro Minute. Der Bedarf an langen Kolonnen von Matrosen, die per Hand die Patronen und Hülsen vom Munitionsaufzug zu jedem Geschütz befördern, war besonders lästig und stand in Bezug auf die Arbeitskräfte für die Aufgaben als Kreuzer in einem „absurden Missverhältnis“.

#### Sekundärbewaffnung
Die Sekundärbewaffnung der Klasse sollte aus zehn 76-mm-20-cwt-Mk-I-Geschützen bestehen, von denen sechs in Flachwinkellafetten zur Abwehr von Torpedobooten, zwei in Kasematten zwischen den vorderen 191-mm-Geschützen, ein weiteres Paar auf Plattformen neben dem Kommandoturm und zwei auf einer Plattform zwischen den Schornsteinen aufgestellt waren. Die letzten vier Kanonen dienten als Flugabwehrkanonen und waren weiter achtern am Fuß des Großmastes positioniert. Sie verschossen 5,7-kg-Granaten mit einer Mündungsgeschwindigkeit von 794 m/s. Jedes Geschütz war mit 300 Schuss Munition bestückt. In der Praxis variierte die Sekundärbewaffnung der einzelnen Schiffe. Auf der Effingham und der Frobisher waren drei 102-mm-Geschütze auf Mark-III-Steilwinkellafetten installiert. Bei einer Elevation von 80° und einer Mündungsgeschwindigkeit von 728 m/s hatten ihre 14,1 kg schweren Granaten eine effektive Reichweite von 9.450 m. Die weitere Flugabwehr bestand aus vier 40-mm-Kanonen mit einer effektiven Reichweite von 3.960 m bei einer Mündungsgeschwindigkeit von 701 m/s. Zusätzlich waren die Schiffe der Hawkins-Klasse mit jeweils einem 533-mm-Torpedorohr auf jeder Breitseite ausgestattet.

### Panzerung
Die Schiffe der Hawkins-Klasse waren mit einem Panzergürtel aus AHS-Stahl ausgestattet, der sich über die gesamte Länge des Rumpfes erstreckte. Mittschiffs war er 76 mm dick und verjüngte sich an seinen Enden auf 38 mm. Das hintere Querschott war 25 mm dick, der Kommandoturm wurde durch 76 mm und das Deck durch der Schiffe durch 25 bis 38 mm dicke Panzerplatten geschützt.

### Feuerleitsystem
Die Geschütze wurden von einer Feuerleitanlage der Firma Dreyer gesteuert. Diese nutzte die Daten des 4,6-m-Koinzidenzentfernungsmessers, der sich unter dem Ausguck an der Spitze des Dreibeinmastes befand.

## Umbauten
Die erste größere Umrüstung der Klasse erfolgte 1923, als die Cavendish wieder zu einem Kreuzer umgebaut wurde. Der Flugzeughangar unter der Brücke wurde jedoch beibehalten und anstelle des B-Geschützes erhielt sie ein Flugzeugkatapult sowie sechs Fairey-IIID-Aufklärungsflieger. Ihre überarbeitete Bewaffnung bestand somit aus sechs statt sieben 191-mm-Geschützen und einer überarbeiteten Flugabwehrkonfiguration mit drei 102-mm-L/56-Mk-V-Geschützen.
1925 wurde vorgeschlagen, die Frobisher und die Effingham auf sechs 203-mm-Geschütze in denselben modernen Doppeltürmen umzurüsten, die auch auf den damals im Bau befindlichen neuen Kreuzern der County-Klasse verwendet wurden, um Schiffe mit vergleichbarer Feuerkraft zu einem Bruchteil der Kosten zu erhalten. Der Vorschlag wurde jedoch aufgrund technischer Bedenken abgelehnt.
1930 wurde ein weiterer Modernisierungsplan vorgelegt, der vorsah, die Klasse mit acht 152-mm-Geschützen in Zwillingstürmen zu bewaffnen. Doch auch dieser Plan wurde verworfen. Die britische Regierung legte großen Wert darauf, die Zahl der Schweren Kreuzer in den großen Marinen der Welt zu begrenzen, und ein Angebot, die Hawkins-Klasse aus dem Dienst zu nehmen, war entscheidend für den Abschluss des Londoner Flottenvertrags, in dem implizit akzeptiert wurde, dass alle Schiffe bis 1936 aus dem Dienst genommen werden sollten. Dennoch wurden die Schiffe nicht abgewrackt, sondern stattdessen wurden sie durch Umklassifizierung zu Ausbildungsschiffen weiterverwendet.
Von 1937 bis 1940 wurden die Schiffe schrittweise wieder aufgerüstet. Während die Effingham und die Cavendish einem umfassenden Umbau unterzogen wurden, bei dem sie mit 152-mm-Kanonen und 102-mm-Geschützen ausgestattet wurden, erhielten die Hawkins und Frobisher ihre ursprünglichen 191-mm-Geschütze zurück.